# 茶条木
茶条木（学名：Delavaya toxocarpa），为无患子科茶条木属下的一个植物种。